# Riobamba
Riobamba és una ciutat de l'Equador, capital de la província de Chimborazo. Es troba en el centre geogràfic del país, al bell mig del carreró interandí i envoltada de diversos volcans, com el Chimborazo, l'Altar i el Carihuairazo. Segons el cens de població del 2001, la ciutat tenia 124.807 habitants.
La ciutat va ser fundada el 1534 a prop de la llacuna de Colta. Posteriorment es va traslladar fins al lloc que ocupa avui en dia. Durant un breu període, després de la fundació inicial de la República de l'Equador, va ser la capital del país.